# Giulio Douhet
Giulio Douhet, född 30 maj 1869 i Caserta, död 15 februari 1930 i Rom, var en italiensk general och militärteoretiker. Han var förespråkare av strategisk bombning. 

## Mannen
Giulio Douhet föddes i Caserta, nära Neapel, in i en familj av fransk ursprung. Han studerade vid Genuas militärakademi, och tog examen som artilleriofficer. I början av sin karriär studerade han också vid Turins polytekniska institut i naturvetenskap och teknik. 
I början av 1900-talet överflyttade han till Italiens infanteris generalstab. Här skrev han verk som krigföringens mekanisering, fr.a. om flygvapnet.

## Verket

### Krigsläran
Douhet är den mest kände flygstrategiske tänkaren under mellankrigstiden som med sitt arbete Il Dominio dell'Aria (1921) skulle bli den ledande förespråkaren för bombflyget som det avgörande vapnet i framtiden. Vad Douhet skisserade i sitt arbete var inte bara en teori för flygets användning utan en hel krigslära, som innefattade såväl frågan om hur de olika vapengrenarna skulle samverka i krig som förslag till krigsmaktens organisation. Poängen med hans krigslära var dels att han starkt underströk flygvapnets framtida effektivitet, dels att flygvapnet p.g.a. den vapentekniska utvecklingen blivit det enda offensiva vapenslaget.
Hans krigslära kan ses som en moderniserad variant av förintelseslagstanken. Denna tanke erhåller sin fascination av att den tycks erbjuda ett kliniskt sätt att föra krig. Ett snabbt avgörande gör krigen mindre blodiga och förhindrar samtidigt att de får oönskade sociala konsekvenser (som ryska revolutionen). Första världskriget ansågs allmänt bland militärteoretiker som sammanbrottet av all militärteori. Kriget var inte längre politikens ultima ratio utan en irrationell företeelse, liktydig med masslakt och social katastrof. Douhets teorier är ett inslag i försöket att återupprätta kriget som ett rationellt instrument. 
Douhet vände på det traditionella förintelseslagstänkandet. Den traditionella tanken hade utgått från att uppsöka fienden där denne hade sin största våldspotential, dvs. i armén, och där denne hade sin största våldspotentials svagaste sida, vilket ansågs vara flanken. I stället för att uppsöka fienden där han var som starkast måste man söka träffa honom där han är svagast eller hade svårast att försvara sig. Detta var inte armén utan hemmafronten. Genom att rikta ett förintande bombanfall mot fiendens baser, industrier och befolkningscentra skulle själva förutsättningen för fiendens förmåga och vilja att föra krig förstöras. Det framtida kriget skulle därför vinnas av den makt som först lyckades rikta ett massivt bombanfall mot fienden. Därför måste man upprätta luftherravälde. "Att erövra luftherravälde är liktydigt med seger. Att bli besegrad i luften betyder att vara hopplöst slagen."
Douhets stora luftflottor skulle endast bestå av "bombkryssare" och spaningsplan. Bombkryssare skulle både kunna bomba och försvara sig mot angripande plan. Han förkastade jaktflyget som verkningslöst. Han menade att det aldrig skulle lyckas för jaktflyget att hindra en fientlig bombflotta att genomföra sitt anfall. Möjligheterna till försvar mot ett luftanfall bedömde han som ytterligt små. Det enda verksamma motvapnet som fanns mot ett fientligt luftangrepp var motoffensiv. Någon defensiv försvarsmöjlighet fanns icke.

### Kritik
Douhet sätter likhetstecken mellan förstörelse och seger. Hela hans krigslära är uppbyggd kring föreställningen om flygvapnets förstörelsemöjligheter. I efterhand är det lätt att se att Douhet fullständigt underskattade de bombmängder och den förstörelse som måste till för att göra industrier obrukbara och förorsaka moralisk upplösning bland befolkningen. Andra världskriget visade detta.
Det oroande med lära är dess militarism, eftersom preventivkriget lockelser blev starka efter organisering av krigsmakten efter Douhets principer. Hans lära förutsatte beredvilligheten att inleda ett anfallskrig. Att avhålla sig avvaktande i en krissituation skulle vara rent brottsligt eftersom man därmed underminerade hela den strategiska grundtanken: luftherravälde plus förintelsehot som nyckeln till seger. Den vanligaste invändningen mot Douhet är att han i realiteten förespråkade en inhuman form av krigföring, ren terrorbombning av civilbefolkningen.
| ”                        | Då i ett krig allt går ut på att döda eller bli dödad är det endast logiskt om man skaffar sig det mest verksamma medlet att döda för att själv bevara livet. Och ju verksammare ett vapen visar sig vara, i desto större omfattning kommer det till användning. Det är nu en gång tyvärr så! Hur kan man över huvud taget tala om förbjudna vapen! Jag frågar... vad är att föredra: att se det egna landet besegrat eller förintat eller att använda ett mindre ridderligt, mera 'gement' och 'djävulskt' vapen, även om detta hotar även icke-stridande som åldringar, kvinnor och barn? | „ |
| – Johansson 1989, s. 281 | |   |